# James Lewis Kraft
James Lewis Kraft (* 11. Dezember 1874 in Stevensville, Ontario; † 1. Februar 1953 in Chicago, Illinois) war ein kanadisch-US-amerikanischer Unternehmer und Gründer des bedeutenden Lebensmittelkonzerns Kraft Foods (heute The Kraft Heinz Company).

## Leben
Geboren wurde Kraft wahrscheinlich auf dem elterlichen Bauernhof lot 8, concession 10, Bertie Township im Südosten von Stevensville (heute Fort Erie) in Kanada. Er war das zweite von elf Kindern. Seine Eltern, George Franklin (1842–1914) und Minerva Alice Tripp Krafft (1848–1933), waren Mennoniten, die die Tradition seines Urahnen Jacob Boehm (1693–1781) pflegten. Sein 1808 in Deutschland geborener Großvater Francis (Franz) Krafft war in die USA nach Pennsylvania emigriert und weiter nach Oberkanada (Ontario) gezogen – wo George geboren wurde – und war 1861 Farmer in Bertie Township. James’ Geschwister hießen William, George Franklin, Charles Herbert, Robert Harvey, Frederick, Norman, John Henry, Sarah Ann, Ivy May und Florence.
James besuchte die Stevensville School No. 09 und begann im Alter von 18 Jahren in Richard Ferguson’s general store zu arbeiten. 1901/02 war er hier Buchhalter und verdiente 500 Dollar im Jahr. 1902 übersiedelte er nach Buffalo/USA, um als Sekretär und Finanzwart für die Shefford Cheese Company zu arbeiten. 1903 zog er nach Chicago, wo er eine Zweigniederlassung leitete, wurde dort aber von Geschäftspartnern herausgedrängt. Mit dem verbliebenen Kapital von 65 Dollar mietete er das Pferd Paddy mit Wagen und kaufte täglich bei den Großhändlern in der South Water Street den schnell verderblichen Käse ein, um ihn an die lokalen Händler zu vertreiben, die dieses nicht täglich selbst leisten konnten. Innerhalb von fünf Jahren wollte er der beste Käse-Großhändler der Stadt werden. Sein neues Geschäft war erfolgreich, und 1909 holte er seine Brüder Charles H., John H., Fred und Norman mit ins Unternehmen, das in diesem Jahr unter dem Namen J. L. Kraft & Bros. Co eingetragen wurde; James Lewis war Präsident.
Am 2. Juni 1910 heiratete James Kraft Pauline Elizabeth Platt aus Chicago, und ihre Tochter Edith Lucile wurde geboren. 1911 wurde er US-amerikanischer Staatsbürger. Ihre Sommerresidenz wurde Kraftwood Gardens am Enterprise Lake im Langlade County.

## Eigene Käseproduktion
1914 begann er eine eigene Käseproduktion in Stockton (Illinois), vertrieb rund 30 Käsesorten unter den Markennamen Kraft und Elkhorn und war in den meisten Städten der USA vertreten. Käse war in den USA unpopulär, der durchschnittliche Jahresverbrauch lag bei einem Pfund. Die seinerzeit in den USA am häufigsten verkaufte Käsesorte Cheddar war anfällig für Verschimmeln oder Austrocknen. Auch der Geschmack war nicht einheitlich, vielfach sogar streng oder bitter.
Bei seinen Experimenten entdeckte Kraft, dass sich Käse ähnlich wie Milch pasteurisieren lässt und genießbar bleibt, wenn der Erhitzungsprozess schnell stattfindet. Frühere Versuche resultierten in einer Trennung des Käses in Feststoff und Öl. Mittels Versuch und Irrtum entwickelte er einen Prozess zur Pasteurisierung von Käse zu sogenanntem Prozess- oder Schmelzkäse. Dieser war, sorgfältig verpackt, resistent gegen Verderb und ließ sich auch auf große Entfernungen ohne Kühlung versenden. 1916 erhielt er für sein Verfahren ein Patent.
1915 verkaufte er pasteurisierten Käse in Dosen im Gesamtwert von 5000 Dollar, zum Großteil nach Indien und Asien. 1916 stieg der Umsatz auf 150.000 Dollar. Im Ersten Weltkrieg bestellte die US-Regierung mehr als 6 Millionen Pfund Kraft-Käse in Dosen. Nach dem Krieg verkaufte er seinen Käse in Fünf-Pfund-Laiben, in Folie eingeschlagen und in Holzschachteln verpackt.
1919 weitete er sein Geschäft auf Kanada aus. Im folgenden Jahr erwarb er die für ihren Frischkäse bekannte A. F. MacLaren Imperial Cheese Company in Stratford (Ontario). Sein jüngster Bruder John Henry wurde Präsident der Kraft-MacLaren Cheese Company. 1933 sponserte er die wöchentliche Radiosendung Kraft Music Hall, in der er auch neue Produkte ankündigte. 1947 führte er das Kraft Television Theatre ein.

## Veröffentlichungen
- Adventures in Jade. (A record of the search for American jade.); H. Holt and company, New York, 1947[6]